# (9898) Yoshiro
(9898) Yoshiro est un astéroïde de la ceinture principale.

## Description
(9898) Yoshiro est un astéroïde de la ceinture principale. Il fut découvert le 18 février 1996 à Ōizumi par Takao Kobayashi. Il présente une orbite caractérisée par un demi-grand axe de 2,37 UA, une excentricité de 0,07 et une inclinaison de 5,9° par rapport à l'écliptique.

## Compléments